# Fritz Witt
Pour les articles homonymes, voir Witt.
 (octobre 2017).
Si vous disposez d'ouvrages ou d'articles de référence ou si vous connaissez des sites web de qualité traitant du thème abordé ici, merci de compléter l'article en donnant les références utiles à sa vérifiabilité et en les liant à la section « Notes et références ».
Fritz Witt est un général SS allemand de la Seconde Guerre mondiale, né le 27 mai 1908 à Hohenlimburg et mort le 14 juin 1944 à Venoix en France.

## Biographie

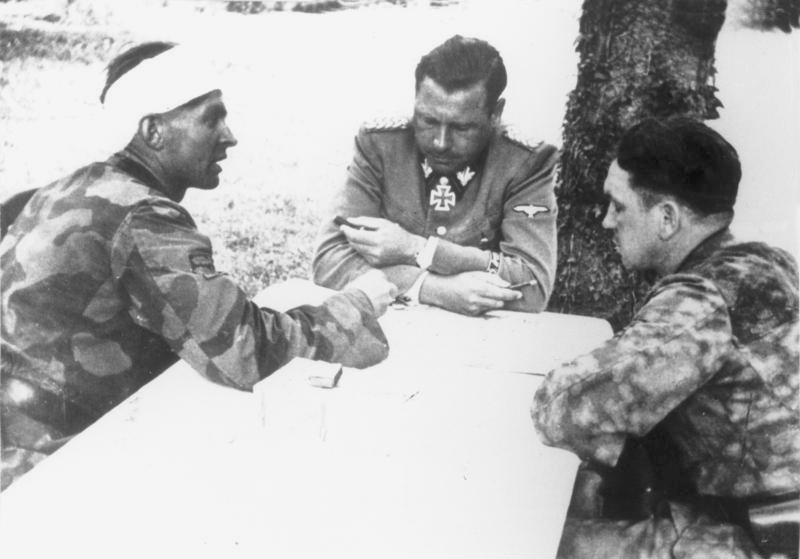
Max Wünsche (à gauche), Fritz Witt (centre) et Kurt Meyer (à droite) entre le 7 et le 14 juin 1944 à proximité de Caen, en France.

Fritz Witt travaille d'abord comme vendeur dans l'industrie textile de 1925 jusqu'au milieu de l'année 1931. Il rejoint le NSDAP puis la SS le 1er décembre 1931. Le 17 mars 1933, il est admis dans la SS Stabswache (garde de l'état major) à Berlin. Le 9 septembre 1934, il reçoit sa première promotion au rang de SS-Obersturmführer.
Ensuite il obtient le commandement de la 2e compagnie du régiment Deutschland. Il est à la tête de sa compagnie pendant l'invasion de la Pologne et il se voit attribuer la croix de fer de 1re classe, le 26 septembre 1939.
Le 1er octobre 1939, on lui donne le commandement du 1er bataillon du régiment Deutschland et il reçoit la croix de chevalier de la croix de fer le 4 septembre 1940 pour ses actions en France. Felix Steiner a recommandé cette récompense et a été secondé dans cette démarche par Paul Hausser. Hausser a commenté cette remise de décoration par cette citation « Witt est le prototype même du leader, ne reculant jamais devant un obstacle ».
Le 16 octobre 1940, il prend le commandement du 3e bataillon. Tandis que la campagne des Balkans se prépare, Witt est transféré pour prendre le commandement du 1er bataillon le 26 mars 1941. Au matin du 10 avril, le 1er bataillon, soutenu par l’artillerie et des canons de 88, force l'ouverture du passage de Klidi, qui amène directement au cœur de la Grèce. Les combats ont duré trois jours contre les Britanniques. Les pertes lors de ces combats ont été lourdes : 37 morts et 95 blessés. Parmi les morts se trouve Franz Witt, son plus jeune frère. Son bataillon a capturé plus de 520 prisonniers et des équipements en quantité. On attribue la croix de fer de première classe à 14 soldats et le SS-Obersturmführer Gert Pleiss, commandant de la 1re compagnie, reçoit la croix de chevalier de la croix de fer pour la capture de la cote 997. 
Cette campagne des Balkans vaut à Witt de recevoir la croix allemande en or le 8 février 1942. Finalement le bataillon de Witt augmente ses effectifs et devient le SS-Infanterie-Regiment 1. Witt est promu au grade de SS-Obersturmbannführer le 27 novembre 1941 et il est placé officiellement à la tête de ce régiment le 1er juillet 1942. Il reçoit ensuite les feuilles de chêne pour sa croix de chevalier le 1er mars 1943, pour ses actions au cours de la campagne de Grèce, de l’attaque sur Rostov, de la troisième bataille de Kharkov et des combats à Merefa.
Il est promu SS-Oberführer le 1er juillet 1943 et au dernier jour du mois, il prend le commandement de la 12e Panzerdivision SS Hitlerjugend. Le 20 avril 1944, il est promu au rang de SS-Brigadeführer. Le 6 juin 1944 au matin, il reçoit l'ordre de l'OKW (commandement suprême des forces armées), de faire mouvement avec la 12e Panzerdivision SS Hitlerjugend qui se trouve placée à la disposition du groupe d’armées B de Rommel Ordre lui est donné de se regrouper à l’est de Lisieux, dans le secteur de la Vile armée . Mais, au matin du 14 juin 1944 en pleine bataille de Normandie, tandis qu’il se trouve à son P.C. de Venoix, près de Caen, il est atteint par les tirs d' un navire de la Royal Navy : il meurt à 36 ans. 
Fritz Witt est enterré à Tillières-sur-Avre puis au cimetière communal. Sa dépouille est ensuite transférée au cimetière militaire allemand de Champigny-Saint-André.